# Freiwillige Feuerwehr Admont
Die Freiwillige Feuerwehr Admont ist eine der vier Freiwilligen Feuerwehren in der österreichischen Marktgemeinde Admont im Norden der Obersteiermark etwa 20 km östlich der Bezirkshauptstadt Liezen (Gerichtsbezirk Liezen). Weitere Freiwillige Feuerwehren sind Hall bei Admont, Johnsbach und Weng.
Die Freiwillige Feuerwehr Admont betreibt als einzige Feuerwehr in Österreich eine eigene Rettungsabteilung und übernimmt für die Gemeinden Admont, mit den Ortschaften Admont, Aigen, Gstatterboden, Hall, Johnsbach, Krumau und Weng mit rund 5000 Einwohnern den Rettungsdienst. Neben sechs Feuerwehrfahrzeugen betreibt die Feuerwehr und Rettungsabteilung Admont auch drei Rettungswägen, einen Krankenwagen und ein Behelfskrankentransportwagen. Diese fünf Rettungsfahrzeuge führen ca. 4000 Transporte pro Jahr durch; ca. 45 Mitglieder der Feuerwehr besitzen die Ausbildung zum Rettungssanitäter.
1933 wurden die ersten Sanitätskurse abgehalten und die ersten Gerätschaften (Tragbahre) für den Rettungsdienst wurden angeschafft. Es war damals üblich, dass Feuerwehr und Rettung eine Organisation waren. So wurde 1937 für den Feuerwehrbezirk unteres Ennstal erstmals ein Rettungswagen angekauft, welcher in Rottenmann stationiert war. 1938 wurde jedoch die Rettungsabteilung Admont durch den Ankauf eines eigenen Rettungswagens wesentlich verstärkt. 1952 wurde der Rettungsdienst endgültig an die Freiwillige Feuerwehr Admont übertragen.
1990 konnte durch den persönlichen Einsatz von Landtagsabgeordneten Richard Kanduth die Rettungsabteilung der Freiwilligen Feuerwehr Admont im Steiermärkischen Rettungsdienstgesetz verankert werden. Auch die Anzahl der Rettungsfahrten hat sich in den letzten 40 Jahren mehr als verzehnfacht. 1999 fand anlässlich des 125-jährigen Bestandsjubiläums die Einweihung der neuen Einsatzzentrale entlang der Aignerstraße statt.